# Khiêu vũ thể thao tại Đại hội Thể thao Đông Nam Á 2007

Giải khiêu vũ thể thao tại Đại hội Thể thao Đông Nam Á 2007 diễn ra trong hai ngày 8 và 9 tháng 12 năm 2007 với 10 nội dung thi đấu (5 cho các điệu nhảy Mỹ La tinh và 5 cho các điệu nhảy tiêu chuẩn).

## Xếp hạng theo quốc gia
| Hạng | Đoàn        | Vàng | Bạc | Đồng | Tổng |
| ---- | ----------- | ---- | --- | ---- | ---- |
| 1    | Thái Lan    | 8    | 6   | 6    | 20   |
| 2    | Philippines | 2    | 4   | 3    | 9    |
| 3    | Malaysia    | 0    | 0   | 1    | 1    |
| Tổng | Tổng        | 10   | 10  | 10   | 30   |

## Bảng huy chương
| Nội dung                | Vàng                                                | Bạc                                                    | Đồng                                                   |          |
| ----------------------- | --------------------------------------------------- | ------------------------------------------------------ | ------------------------------------------------------ | -------- |
| Điệu Cha cha cha Nam Mỹ | Thái Lan Suasuebpun Watcharakorn Jumbala M L.Warapa | Thái Lan Thommuangpak Theerawut Khanitnusorn Phuthinat | Philippines Mercado Reynato Rener Melencio Judith Anne | chi tiết |
| Điệu Rumba Nam Mỹ       | Thái Lan Suasuebpun Watcharakorn Jumbala M L.Warapa | Thái Lan Chaimuti Bandit Chaimuti Nethathai            | Malaysia Yong Kwok Leong Gooi Yee Zhen                 | chi tiết |
| Điệu Samba Nam Mỹ       | Thái Lan Suasuebpun Watcharakorn Jumbala M L.Warapa | Thái Lan Thommuangpak Theerawut Khanitnusorn Phuthinat | Philippines Melencio John Erolle Gerodias Dearlie      | chi tiết |
| Điệu Jive Nam Mỹ        | Thái Lan Chaimuti Bandit Chaimuti Nethathai         | Philippines Melencio John Erolle Gerodias Dearlie      | Thái Lan Thommuangpak Theerawut Khanitnusorn Phuthinat | chi tiết |
| Điệu Paso Doble Nam Mỹ  | Thái Lan Suasuebpun Watcharakorn Jumbala M L.Warapa | Philippines Melencio John Erolle Gerodias Dearlie      | Thái Lan Chaimuti Bandit Chaimuti Nethathai            | chi tiết |
| Điệu Waltz chuẩn        | Thái Lan Mokkuntod Thepporn Sinjaroen Jaroonrat     | Thái Lan Racha-apai Pawatpong Potimu Thitiyapa         | Philippines Reyes Emmanuel Rosete Maira                | chi tiết |
| Điệu Tango chuẩn        | Philippines Reyes Emmanuel Rosete Maira             | Thái Lan Racha-apai Pawatpong Potimu Thitiyapa         | Thái Lan Promboon Aphichai Kuituan Pakaorn             | chi tiết |
| Điệu Quickstep chuẩn    | Philippines Reyes Emmanuel Rosete Maira             | Thái Lan Promboon Aphichai Kuituan Pakaorn             | Thái Lan Racha-apai Pawatpong Potimu Thitiyapa         | chi tiết |
| Điệu Waltz Viên chuẩn   | Thái Lan Mokkuntod Thepporn Sinjaroen Jaroonrat     | Philippines Reyes Emmanuel Rosete Maira                | Thái Lan Promboon Aphichai Kuituan Pakaorn             | chi tiết |
| Điệu Slow Foxtrot chuẩn | Thái Lan Mokkuntod Thepporn Sinjaroen Jaroonrat     | Philippines Reyes Emmanuel Rosete Maira                | Thái Lan Racha-apai Pawatpong Potimu Thitiyapa         | chi tiết |